# Mundopa greeni
Mundopa greeni är en insektsart som beskrevs av William Lucas Distant 1906. Mundopa greeni ingår i släktet Mundopa och familjen kilstritar.
Artens utbredningsområde är Sri Lanka. Inga underarter finns listade i Catalogue of Life.